# 高国经
高国经（1912年—1973年），男，江苏江阴人，中国高分子化学家，曾任中国科学院长春应用化学研究所研究员。